# トマシュ・クウォシュ
トマシュ・クウォシュ（Tomasz Kłos、1973年2月7日 - ）は、ポーランドの元サッカー選手。元ポーランド代表。ポジションはディフェンダー。

## 来歴
1998年にポーランド代表デビュー。2002 FIFAワールドカップ・ヨーロッパ予選では9試合に出場、4大会ぶりのワールドカップ出場権を獲得した。2002 FIFAワールドカップでは2試合に出場した。2006年までに69試合に出場、6得点をあげた。

## 代表歴

### 出場大会
- ポーランド代表
  - 2002 FIFAワールドカップ

### 試合数
- 国際Aマッチ 69試合 6得点（1998年-2006年）[1]

| ポーランド代表 | 国際Aマッチ | 国際Aマッチ |
| 年             | 出場        | 得点        |
| -------------- | ----------- | ----------- |
| 1998           | 6           | 0           |
| 1999           | 9           | 1           |
| 2000           | 9           | 0           |
| 2001           | 10          | 0           |
| 2002           | 5           | 0           |
| 2003           | 8           | 2           |
| 2004           | 9           | 1           |
| 2005           | 11          | 2           |
| 2006           | 2           | 0           |
| 通算           | 69          | 6           |